# بانک فاس (واشینگتن)
بانک فاس (به انگلیسی: Bunk Foss) یک منطقهٔ مسکونی در ایالات متحده آمریکا است که در شهرستان اسنوهومیش، واشینگتن واقع شده‌است. بانک فاس ۱۰٫۰۳ کیلومتر مربع مساحت و ۳٬۵۷۰ نفر جمعیت دارد.